# Los Sauces
Los Sauces est une commune du Chili de la Province de Malleco, elle-même située dans la Région de l'Araucanie. En 2012, la population de la commune s'élevait à 7 169 habitants. La superficie de la commune est de 850 km2 (densité de 8 hab./km²),.

## Situation
Le territoire de la commune de Los Sauces se trouve dans une zone de collines basses de la Cordillère de la Côte. Le chef-lieu Los Sauces se trouve dans une vallée sur la rive ouest du rio Rehue. La commune est située à 541 kilomètres à vol d'oiseau au sud de la capitale Santiago et à 87 kilomètres au nord de Temuco capitale de la Région de l'Araucanie et à 22 kilomètres au sud-ouest de Angol capitale de la provision de la province de Malleco.

## Histoire
La première agglomération est créée en 1874 durant la pacification de l'Auricanie sous l'appellation Colipi Los Sauces. En 1908 la station de chemins de fer de Los Sauces est construite à l'interconnexion de deux lignes.

## Économie
L'économie de la commune s'est transformée dans les années 1980 avec la part croissante prise par la sylviculture au détriment de l'agriculture ce qui a entrainé l'exode d'une partie de la population.

Position de Los Sauces (en rouge) au sein de la Région de l'Araucanie.